# Pristiño
El pristiño es un  postre que se consume tradicionalmente en Ecuador, y que consiste básicamente en una masa delgada frita de harina de trigo, mantequilla, huevos, vainilla, azúcar, sal, polvo de hornear y agua, que posee un ligero sabor a anís, la cual se acompaña con miel de panela.

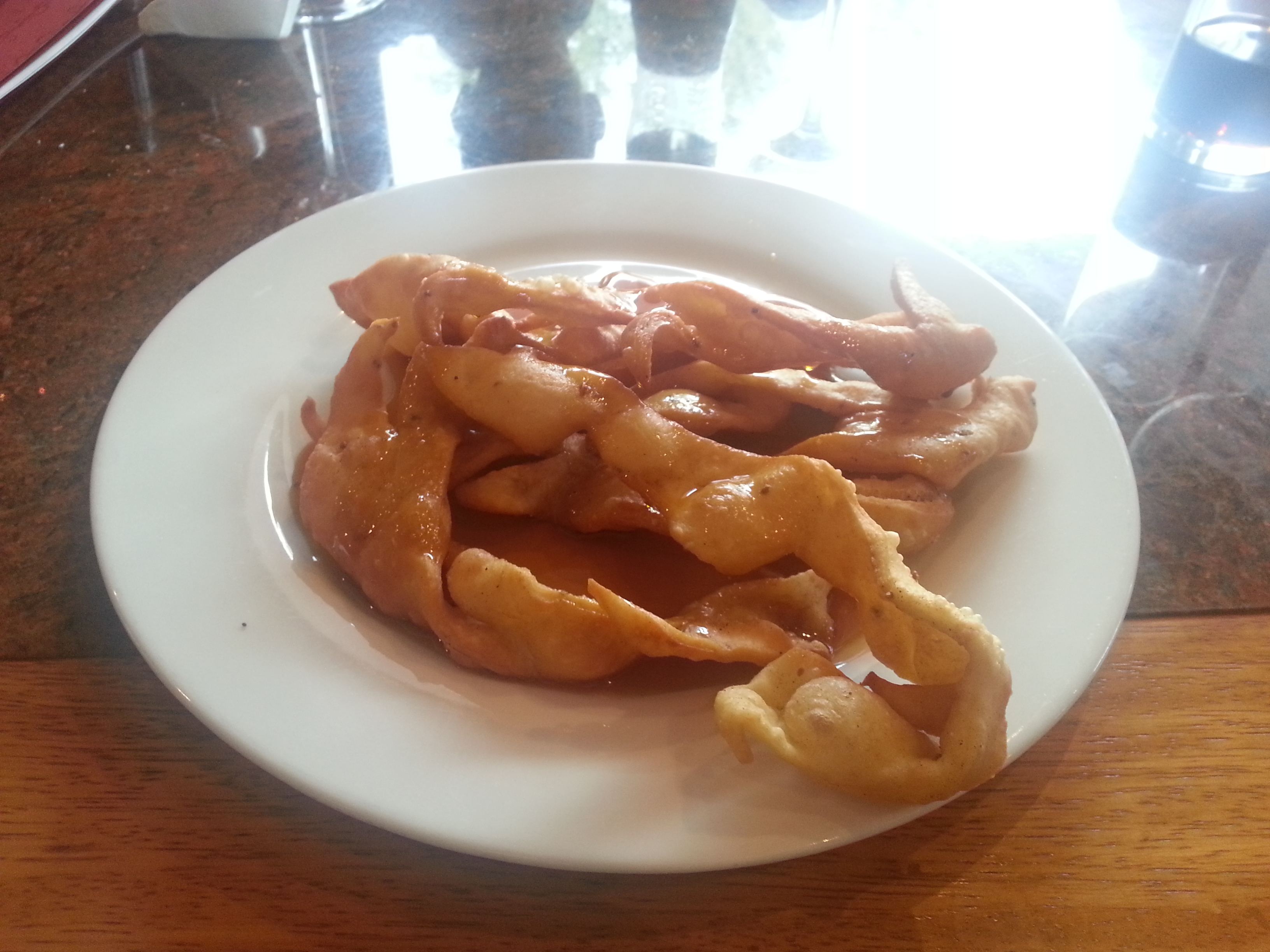
Pristiño servido con panela

## Característica
Se lo sirve bajo una forma o presentación que asemeja a la corona de espinas que tuvo Jesús en su calvario.

## Respecto al nombre por el cual es conocido
La palabra pristiño es un ecuatorianismo (vocablo propio y particular de la expresión de los ecuatorianos) que no consta en el Diccionario de la lengua española RAE.

## Consumo
Este postre ecuatoriano, junto con otros dulces igualmente tradicionales, se consume en dicho país especialmente en festividades locales y religiosas, restaurantes gurmet  y en variadas ocasiones es el postre elegido a ser elaborado para acontecimientos de beneficencia.